# Marignac, Charente-Maritime

Marignac este o comună în departamentul Charente-Maritime, Franța. În 1 ianuarie 2022 avea o populație de 412 de locuitori.